# Cirrus Vision SF50
Dimensions
Le Cirrus Vision SF50 ou Cirrus Vision Jet est un jet léger produit par Cirrus Design.
L'avion a été développé initialement sous le nom de projet "Le Jet". Cirrus annonça son nom commercial : "Vision SF50", le 9 juillet 2008.
Le prototype fut dévoilé pour la première fois, le 26 juin 2008, et effectua son premier vol, le 3 juillet 2008.

## Développement
Le Cirrus Vision SF50 n'est pas destiné à rivaliser avec des jets d'affaire légers comme l'Eclipse 500 ou le Cessna Citation Mustang. Il vise plutôt une utilisation familiale et personnelle ; il est comparable aux Diamond D-Jet, Eclipse 400 ou Piper PA-47.
L'avion est doté du système de parachute CAPS (Cirrus Airframe Parachute System) qui équipe déjà les SR20 et SR22 de l'avionneur. Sa construction fait également largement appel aux matériaux composites.
En décembre 2006 Cirrus a annoncé que son produit sera "le jet le plus apte au vol lent, à basse altitude, et le meilleur marché disponible".
Le Cirrus Vision SF50 est propulsé par un moteur Williams FJ33-4A-19, produisant 8,5 kN de poussée et atteindrait 300 nœuds (560 km/h) comme vitesse de croisière maximale. Le SF50 prévoit un emport de sept personnes. Il sera possible de glisser un siège entre la deuxième et troisième rangée, ou de l'enlever entièrement. Le parachute balistique sera placé dans le nez de l'appareil.
Une avionique L-3 SmartDeck a été utilisée pendant la phase de développement du SF50. Elle est remplacée par le système Garmin G3000 pour la version de production. Conséquence de ce changement : la société fournissant le système L-3 SmartDeck a annoncé en juin 2009 qu'ils poursuivraient Cirrus Design en justice.
L'appareil est entré en phase finale de certification par les autorités américaines (FAA) en septembre 2015.
La FAA l'a certifié le 30 octobre 2016.
Le  premier appareil a été livré le 19 décembre 2016. Six cents appareils ont été commandés.
Fin 2018, ce sont 88 avions qui avaient été livrés au total. Quelques mois plus tard en avril 2019 tous les avions de ce type immatriculés aux États-Unis sont temporairement interdits de vol à la suite de la découverte de failles de sécurité ; le problème est résolu en mai.
En février 2020 c'est un problème de surchauffe dans un circuit audio qui cloue au sol les avions quelque temps. 
Fin 2022, 418 appareils ont été livrés. Le cinq-centième l'est le 16 octobre 2023. Au 20 décembre 2024, l'entreprise annonce 605 livraisons.

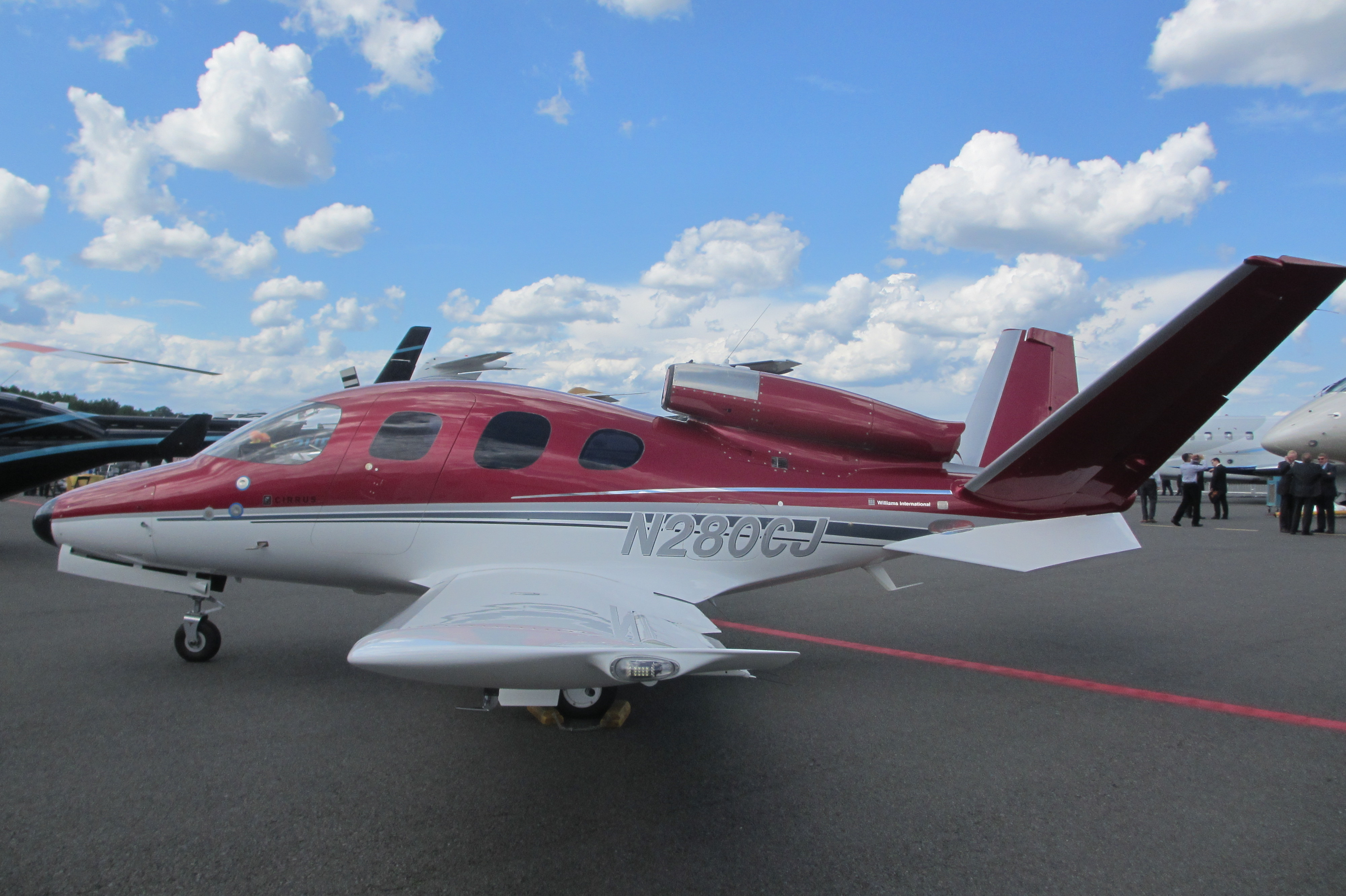
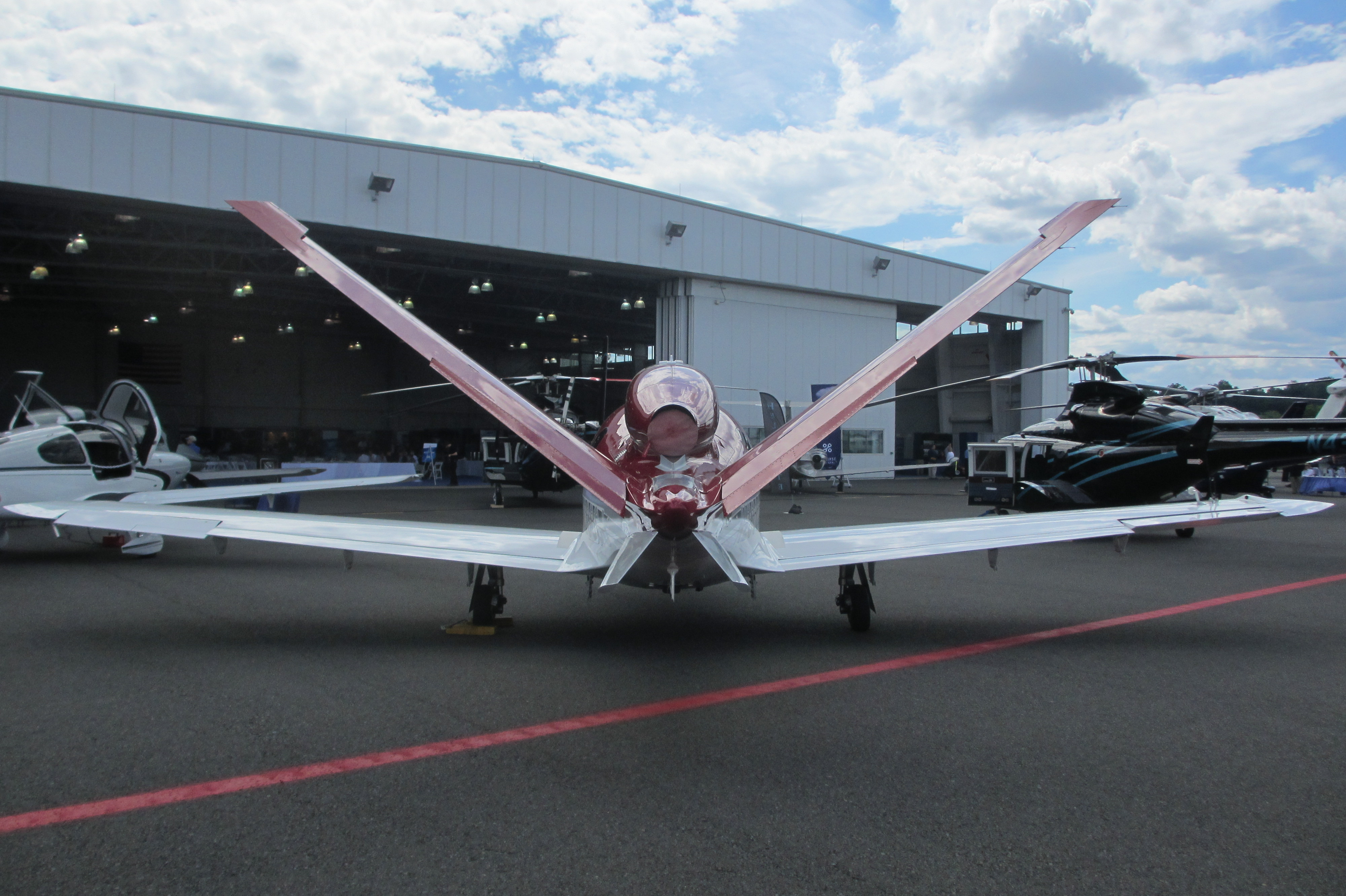
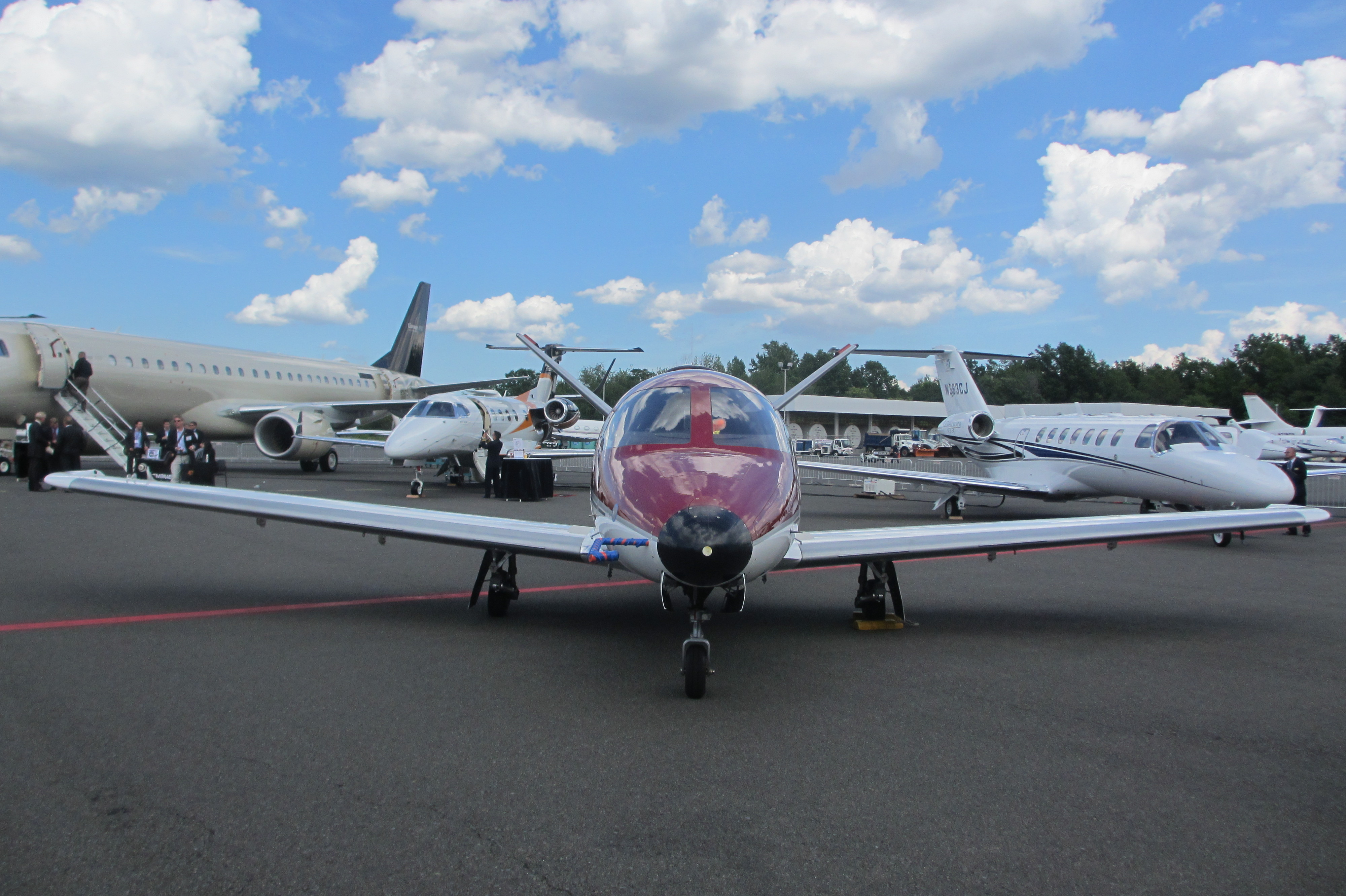

## Versions
Le SF50 a connu une évolution. Elle est indiquée par un G pour génération.
SF50
en 2016.
SF50 G2
en 2019. Accès aux niveaux de vol avec minimum de séparation verticale réduit, ajout d'une automanette, mise à jour du glass cockpit (Cirrus Perspective Touch+) et amélioration de la cabine (pressurisation et insonorisation). L'autoland d'urgence est ajouté à partir de 2020.
SF50 G2+
en 2021. Performance augmentée de 20% au décollage.